# Vevo
Vevo (стилизовано као vevo; скраћеница енглеске фразе video evolution — „видео еволуција”) америчка је мултинационална услуга видео-хостинга. Основана је 16. јуна 2009. године као заједнички подухват три главне дискографске куће: Universal Music Group (UMG), Sony Music Entertainment (SME) и EMI. У августу 2016, Warner Music Group (WMG), трећа највећа светска дискографска кућа, пристала је да лиценцира премијум видео-снимке својих извођача за Vevo.